# Маркетт (Канзас)
Маркетт (англ. Marquette) — місто (англ. city) в США, в окрузі Макферсон штату Канзас. Населення — 599 осіб (2020).

## Географія
Маркетт розташований за координатами 38°33′17″ пн. ш. 97°50′3″ зх. д. / 38.55472° пн. ш. 97.83417° зх. д. (38.554828, -97.834148).  За даними Бюро перепису населення США в 2010 році місто мало площу 1,13 км², з яких 1,13 км² — суходіл та 0,00 км² — водойми. В 2017 році площа становила 1,25 км², з яких 1,25 км² — суходіл та 0,00 км² — водойми.

## Демографія
Згідно з переписом 2010 року, у місті мешкала 641 особа в 272 домогосподарствах у складі 162 родин. Густота населення становила 565 осіб/км².  Було 311 помешкання (274/км²).
Расовий склад населення:
| - 96,1 % — білих - 0,2 % — корінних американців - 0,2 % — чорних або афроамериканців - 2,0 % — осіб інших рас |

До двох чи більше рас належало 1,6 %. Частка іспаномовних становила 4,5 % від усіх жителів.
За віковим діапазоном населення розподілялося таким чином: 22,8 % — особи молодші 18 років, 54,3 % — особи у віці 18—64 років, 22,9 % — особи у віці 65 років та старші. Медіана віку мешканця становила 45,4 року. На 100 осіб жіночої статі у місті припадало 83,7 чоловіків;  на 100 жінок у віці від 18 років та старших — 80,7 чоловіків також старших 18 років.
Середній дохід на одне домашнє господарство  становив 50 753 долари США (медіана — 46 071), а середній дохід на одну сім'ю — 56 687 доларів (медіана — 53 472). Медіана доходів становила 46 250 доларів для чоловіків та 27 333 долари для жінок. За межею бідності перебувало 17,4 % осіб, у тому числі 36,2 % дітей у віці до 18 років та 17,4 % осіб у віці 65 років та старших.
Цивільне працевлаштоване населення становило 344 особи. Основні галузі зайнятості: виробництво — 25,0 %, освіта, охорона здоров'я та соціальна допомога — 23,0 %, роздрібна торгівля — 13,4 %, будівництво — 9,0 %.